# Peter E. Costello

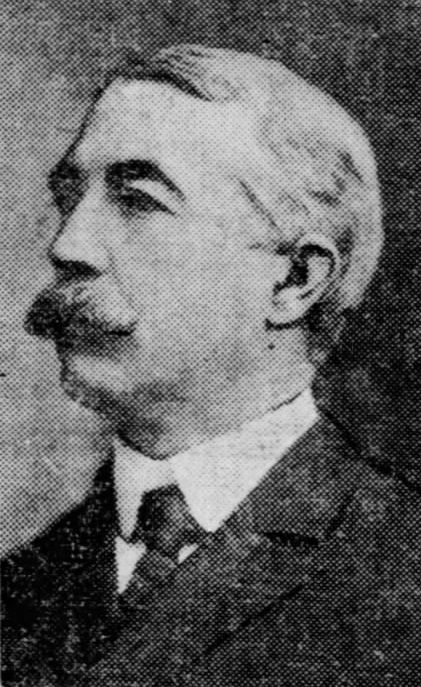
Peter E. Costello

Peter Edward Costello (* 27. Juni 1853 in Boston, Massachusetts; † 23. Oktober 1935 in Philadelphia, Pennsylvania) war ein US-amerikanischer Politiker. Zwischen 1915 und 1921 vertrat er den Bundesstaat Pennsylvania im US-Repräsentantenhaus.

## Werdegang
Peter Costello besuchte die öffentlichen Schulen seiner Heimat. Im Jahr 1877 zog er nach Philadelphia, wo er in verschiedenen Handwerksbranchen arbeitete. Außerdem wurde er im Baugewerbe und der Immobilienbranche tätig. Gleichzeitig schlug er als Mitglied der Republikanischen Partei eine politische Laufbahn ein. Zwischen 1895 und 1903 sowie nochmals von 1908 bis 1915 gehörte er dem Stadtrat von Philadelphia an. Von 1903 bis 1905 war er Direktor bei der städtischen Behörde für öffentliche Arbeiten.
Bei den Kongresswahlen des Jahres 1914 wurde Costello im fünften Wahlbezirk von Pennsylvania in das US-Repräsentantenhaus in Washington, D.C. gewählt, wo er am 4. März 1915 die Nachfolge des Demokraten Michael Donohoe antrat. Nach zwei Wiederwahlen konnte er bis zum 3. März 1921 drei Legislaturperioden im Kongress absolvieren. In diese Zeit fiel unter anderem der Erste Weltkrieg. Außerdem wurden in den Jahren 1919 und 1920 der 18. und der 19. Verfassungszusatz ratifiziert.
Im Jahr 1920 verzichtete Costello auf eine weitere Kandidatur. Nach dem Ende seiner Zeit im US-Repräsentantenhaus arbeitete er in der Investmentbranche und im Investmentgeschäft in Philadelphia. Er starb am 23. Oktober 1935.